# Таблички из Танаиса

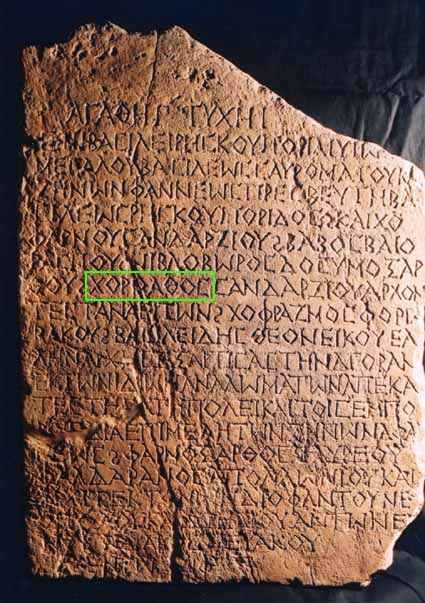
Табличка В с выделенным Хороа́тос (Χοροάθος)

Таблички из Танаиса — две таблички на древнегреческом языке II—III веков из античного города Танаис, располагавшегося поблизости от современного Ростова-на-Дону (Россия). В тот период население Танаиса было смешанным греческо-скифским. Таблички содержат записи о ремонтных работах в городе. Табличка А повреждена, а табличка B сохранилась полностью и датируется 220 годом.
Таблички обнаружил российский археолог Павел Михайлович Леонтьев в 1853 году. Сегодня они хранятся в Эрмитаже (Санкт-Петербург). Таблички важны для изучения ранней истории хорватов.

## Значение
Среди прочих наименований в табличках присутствуют имена троих человек: Хороу́атос, Хороа́тос, Хоро́атос (Χορούαθ[ος], Χοροάθος, Χορόαθος). Эти имена исследователи интерпретируют как антропонимы хорватского этнонима «Hrvat», который в свою очередь иранского происхождения. В Табличке B Хороатос назван сыном Сандарца (скифо-сарматское имя). Исследователи видят в этом показатель того, что ранние хорваты могли в этот период относиться к сарматам или аланам, славянизированными в последующие века.

## Обнаружение
Таблички обнаружил российский археолог Павел Михайлович Леонтьев (1822—1874) в сентябре 1853 года. Большинство иностранных исследователей писали о табличках, как и хорватские С. К. Сакач, Д. Мандич, Р. Катичиц. Югославские исследователи не считали таблички важными для упоминания и порою называли «исторической глупостью» (Мирослав Крлежа). Нада Клаиц упоминала таблички, критикуя теорию ирано-кавказского происхождения хорватского этногенеза. Своё внимание на эту теорию обратили исследователи современности.
Первым на связь личных имён и хорватов обратил внимание в 1902 году Александр Львович Погодин, а связь с иранским происхождением хорватом первым усмотрел Константин Йозеф Иречек в 1911 году. Эти таблички исследователи используют для объяснения этимологии, а не объяснения этногенеза.
Были ли хорваты славянами, взявшими иранское слово для самоназвания, или управлялись сарматской верхушкой, или были славянизированными сарматами, — влияние ирано-сарматского элемента на этногенез хорватов не стоит исключать. Также связь упомянутых имён с хорватами требует дополнительных доказательств.

## Таблички

### Табличка А

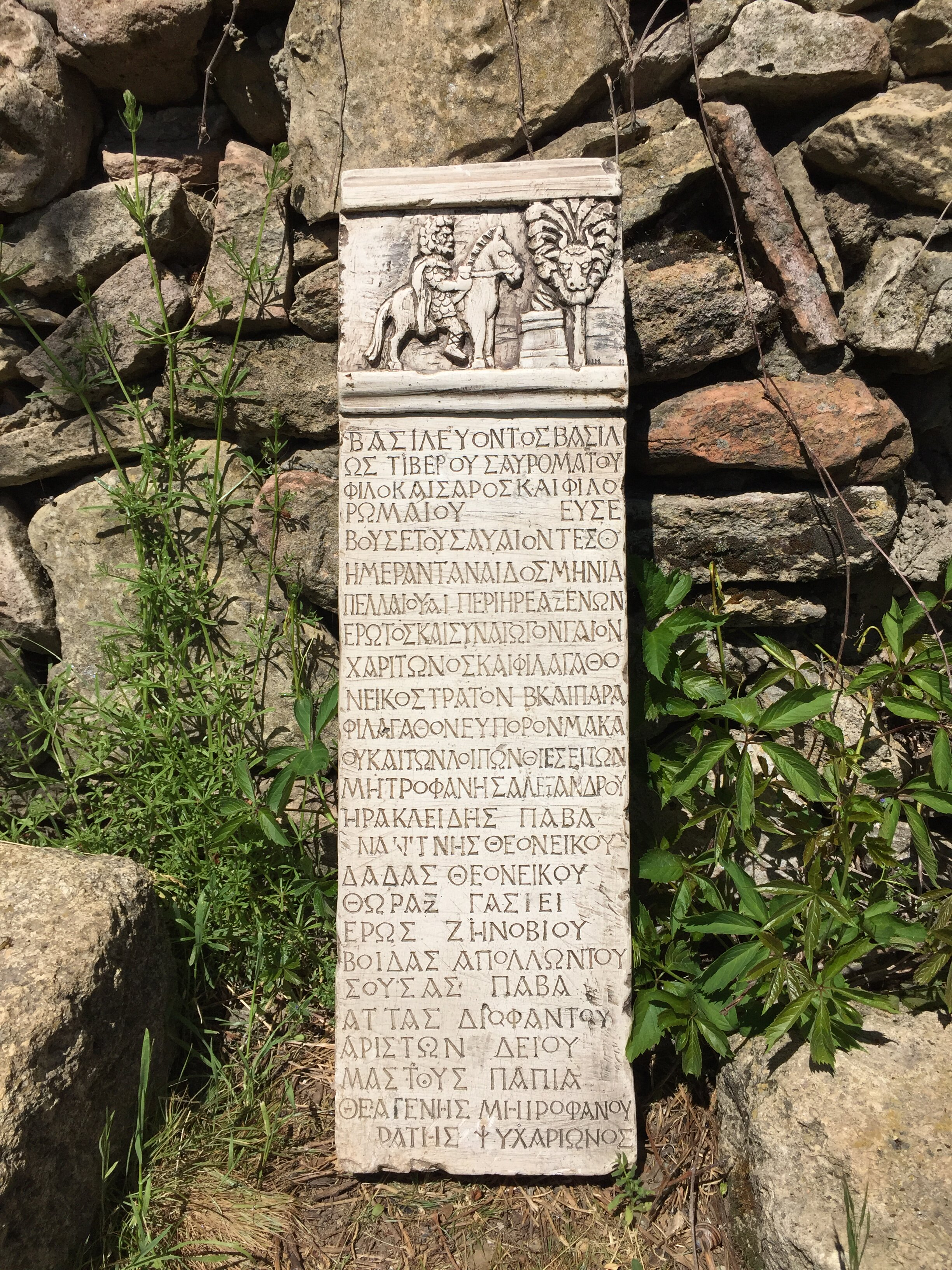
Табличка А. Археологический музей-заповедник: Недвиговка, Мясниковский район, Ростовская область

Табличка А больше по размеру и возрасту (ок. 175—211 годы), создана в период правления Боспорским царством Савромата II (175—211). Мраморная табличка (0.92 x 0.73 x 0.09), очевидно, оказалась повреждена ещё до начала раскопок. На 32 строках упоминаются правитель, синод или религиозное собрание, руководство религиозным собранием и его постоянные члены (чуть меньше сорока человек). Четвёртая и пятая строки упоминают главу собрания Хороу́атоса (Χορούαθος) сыновей Хороа́тоса. Текст оканчивается указанием даты, от которой сохранилось только название греко-македонского месяца, соответствующее июлю или августу.
Оригинал текста, взятый из другой таблицы на древнегреческом языке:
ΘΕΩι ΥΨΙΣΤΩι. ΆΓΑΘΗι ΤΥΧΗι.
ΒΑΣΙΛΕΥΟΝΤΟΣ ΒΑΣΙΛΕΩΣ ΤΙΒ(ΕΡΙΟΥ) ΙΟΥΛ(ΙΟΥ) ΣΑΥΡΟΜΑΤΟΥ
ΦΙΛΟΚΑΙΣΑΡ[ΟΣ ΚΑ]Ι ΦΙΛΟ[Ρ]ΩΜΑΙΟΥ, ΕΥΣΕΒΟΥΣ, Η ΣΥΝΟΔΟΣ
Η ΠΕΡΙ Ι[ΕΡΕΑ ΙΟΥ)ΛΙΟΝ ΡΑΛΧΑΔΟΥ ΚΑΙ ΠΑΤΕΡΑ Σ[Υ]ΝΟΔΟΥ
ΧΟΡΟΥΑΘ[ΟΝ]-----Ο — ΚΑΙ ΣΥΝΑΓΩΓΩΝ ΆΡΔΑ[ΡΑ] ΚΟΝ
[Σ]ΥΝΕΓΔΗΜ[ΟΥ ΚΑΙ ΦΙΛ]ΑΓ[ΑΘ]ΟΝ ΔΙΑΙ[Ο]Ν ΚΕΡΔΩΝΑΚΟΥ (?) ΚΑΙ
[Π]ΑΡΑΦΙΛΑΓΑΘΟ[Ν]------ΙΟΝ ΦΟΡΓΑΒΑΚ[ΟΥ] ΚΑΙ [ΝΕΑ]ΝΙΣ-
[Κ]ΑΡΧΗΝ ΔΗΜΗΤ[ΡΙΟΝ ΑΠΟ]ΛΛΩΝΙΟΥ ΚΑΙ ΓΥΜ(Ν]ΑΣΙΑ[ΡΧΗΝ] ΒΑ -
[ΣΙ]ΛΕΙΔΗΝ ΘΕΟΝ[ΕΙΚ]Ο[Υ ΚΑΙ Α]ΤΤΑΝ ΗΡΑΚΛΕΙΔΟΥ ΦΙΛΟ[Ν]? ΤΗΣ
[ΣΥ]ΝΟΔΟΥ [ΚΑΙ] ΟΙ ΛΟ[ΙΠΟ]Ι [ΘΙΑ]ΣΪΤΑΙ· ΆΡΔΑΡΑΚΟΣ ΖΙΑ---ΟΥ, ΔΗ[ΜΗΤ]ΡΙΟΣ------ΟΥ, ΛΕΙΜΑΝΟΣ ΦΙΔΑ,
[ΜΙ]ΔΑΧΟΣ?-------ΑΝΟΥ, Ά[ΣΚ]ΛΗΠΙΑΔΗΣ ΟΥΑΛΕ[Ρ]ΙΟΥ
. .Γ?ΟΔΑΝ[Ο]Σ [ΔΗΜΗΤ?]ΡΙΟΥ, [Μ]ΕΝΕΣΤΡΑΤΟΣ ΛΥΚΙΣ [ΚΟ]Υ --------ΙΚΑΧΟ[Υ], ΔΙΟΦΑΝΤ[ΟΣ] ΔΕΙΟΥ, ΠΟΠΛ[ΙΟ]Σ 15-----------ΔΑ, ΗΡΑΚΛΕΙΔ[ΗΣ] ΕΠΙΓΟΝΟΥ, ΊΑΡΔΟ---------------[Δ] ΗΜΗΤΡΙΟΥ, Α[Φ]ΡΟΔΕΙΣΙΟΣ ΧΡΥΣΕ-
[ΡΩΤΟΣ, ΦΑΛ]ΔΑ[ΡΑ]ΝΟΣ ΑΠΟΛΛΩΝΙΟΥ, ΦΙΛΙΠ-
[ΠΟΣ]------------ΝΟ[Υ], ΚΑΛΟΫΣ ΑΘΗΝΙΟΥ, ΚΟΦΑΡΝΟΣ --------------------------------[Τ]ΡΥΦΩΝ ΑΝΔΡΟΜ[ΕΝ]ΟΥΣ,20 Ο-------------------------ΧΟΡΟΑΘΟΥ, ΘΕΟΤΕΙΜΟΣ ΨΥΧΑ-
ΡΙΩΝ[ΟΣ]----------ΔΙΒΑΛΟΣ ΦΑΡ[ΝΑΚΟΥ], ΕΫΙΟΣ 'ΡΟ-
ΔΩΝ[ΟΣ, ΗΡΑ]ΚΛΕΙΔΗΣ "ΑΤΤ[Α----------------'ΑΡΙΣ]-
ΤΟΔ[ΗΜΟΥ, Σ]ΥΜΜΑΧΟΣ ΣΑ---------------
ΚΟΣ----------------------------
25 ΦΙΛΟ------------------------------
ΟΡΑΝΣ — — — [ΖΩΡΘΪ? ]ΝΟΣ ΒΕ [ ΛΛΙΚΟΥ?]------
'ΡΑΔΑΜ[ΕΙΣΤΟΣ?)------ΦΑΔΙΝΑ[ΜΟΥ]------
ΜΥΡ[ΩΝ? ]----------ΜΑΣΤΟΫ------------
ΠΟ------------ΟΣ ΆΡΔΑ[ΡΑΚΟΥ?]------
50 ΦΙΔ[Α]----------ΝΟΣ ΧΑΡΙ[ΤΩΝ--------:Α]-
ΡΑΘΙ--------------------------
ΈΝ Τ[Ωι-----ΕΤΕΙ ΚΑΙ ΜΗ]ΝΙ ΛΩ[Ωι]-----
Перевод:
Всевышний боже! Да свершится!
Во времена правления царя Савромата II, друга цезаря и народа Рима, благочестивого. Религиозное собрание со служителем Юлием, сыном Ральхада, во главе и отцом религиозного собрания Хороу́атоса [---], а также членов собрания Ардарака, сына [С]инеджемуса, знатного Диаиона, сына Кердонака (?) и очень знатного [---]иона, сына Форгабака, также главы молодёжи Деметриуса, сына Апполониуса, преподавателя гимнасии Басилидеса, сына Теоникуса, также Атты, сына Гераклиуса — друга религиозного собрания. Остальные члены: Ардакос, сын Зиа-[---]он, Деметриус — сын [---]он, Леимануса — сын Фидаса [Ми]выха?, сын [---]ана, Асклепиадес — сын Валериуса. [--г?]одан — сын Деметриуса, Менестратус — сын Лицискуса, [сын -----]икахуса, Диофантус — сын Деиуса, Поплиус — [сын -----]дина, Гераклиус — сын Эпигона, Иардо[---------] — сын Деметриуса, Афродисиус — сын Хрисеротуса, [Фал]да[ра]нос — сын Аполлониуса, Филип — [сын -------]на, Калоис — сын Атениуса, Кофарнос — [сын -------------], [Т]рифон — сын Андроменеса, о [--------------] — сын Хороата, Теотимус — сын Психариона, [-----]дибал — сын Фар[нака], Эуиос — сын Родона, [Гера]клиус — сын Ат[и, --------- сын Ариса]-тод [эмуса, С]иммахус — сын Са[---------], кос[----------------] фило[---------------] орано[--- Зорти?]н — сын Бе[лика?], Радам[истус?] — сын [---], сын Фадина[моса] Мир[он?] — сын [-----], сын Мастои[са------] по[-------]ос — сын Ардарака, [----] Фид[а, — сын -------]на, Хари[тон, сын -----], [А]- рати[----, сын -----------] в [год и месяц] Ло[у] [---]

### Табличка B
Табличка В меньше размером (1.053 x 0.71 x 0.08) и датируется 220 годом (517 по боспорскому летоисчислению). Этот текст составлен позже предыдущей таблички, что следует из упоминания Реметалка II, сына Савромата II. Надпись меньше повреждена и разбита на четыре части, доступные чтению. 20 строк записаны греческими заглавными буквами. В шестой, седьмой, восьмой и девятой строках, наряду с именами глав, приводятся четыре правителя города Танаиса на момент установки этой таблички: Хофарно, Бабос, Ниблобор и Хороатос. Табличка высечена и установлена в городе для уведомления жителей о ремонтных работах на главной площади.
Оригинал текста на древнегреческом языке:
ΑΓΑΘΗΙ ΤΥΧΗΙ.
ΕΠΙ ΒΑΣΙΛΕΙ ΡΗΣΚΟΥΠΟΡΙΔΙ, ΥΙΩ
ΜΕΓΑΛΟΥ ΒΑΣΙΛΕΩΣ ΣΑΥΡΟΜΑΤΟΥ, ΚΑ[Ι]
ΖΗΝΩΝ ΦΑΝΝΕΩΣ ΠΡΕΣΒΕΥΤΗ ΒΑ-
ΣΙΛΕΩΣ ΡΗΣΚΟΥΠΟΡΙΔΟΣ, ΚΑΙ ΧΟ-
ΦΑΡΝΟΥ ΣΑΝΔΑΡΖΙΟΥ, ΒΑΒΟΣ ΒΑΙΟ-
ΡΑΣΠΟΥ, ΝΙΒΛΟΒΩΡΟΣ ΔΟΣΥΜΟΞΑΡ-
ΘΟΥ, ΧΟΡΟΑΘΟΣ ΣΑΝΔΑΡΖΙΟΥ ΑΡΧΟΝ-
ΤΕΣ ΤΑΝΑΕΙΤΩΝ, ΧΟΦΡΑΖΜΟΣ ΦΟΡΓΑ-
ΒΑΚΟΥ, ΒΑΣΙΛΕΙΔΗΣ ΘΕΟΝΕΙΚΟΥ ΕΛ-
ΛΗΝΑΡΧΗΣ ΕΞΑΡΤΙΣΑΣ ΤΗΝ ΑΓΟΡΑΝ
ΕΚ ΤΩΝ ΙΔΙΩΝ ΑΝΑΛΩΜΑΤΩΝ ΑΠΕΚΑ-
ΤΕΣΤΗΣΑ ΤΗ ΠΟΛΕΙ ΚΑΙ ΤΟΙΣ ΕΜΠΟ-
ΡΟΙΣ ΔΙΑ ΕΠΙΜΕΛΗΤΩΝ ΖΗΝΩΝΟΣ ΦΑ[Ν-
Ν]ΕΩΣ, ΦΑΡΝΟΞΑΡΘΟΥ ΤΑΥΡΕΟΥ,
ΦΑΛΔΑΡΑΝΟΥ ΑΠΟΛΛΩΝΙΟΥ ΚΑΙ
[ΑΡ]ΧΙΤΕΚΤΟΝΩΝ ΔΙΟΦΑΝΤΟΥ ΝΕ-
ΟΠΟΛΟΥ ΚΑ[Ι] ΑΥΡΗΛΙΟΥ ΑΝΤΩΝΕ[Ι]-
ΝΟΥ, ΝΑΥΑΚΟΣ ΜΕΥΑΚΟΥ.
EΝ ΤΩ ΖΙΦ'.
Перевод:
Да свершится!
Во времена царя Реметалка II — сына великого царя Савромата II, и Зенона — сына Фаннеса, эмиссара царя Рискупориса, а также [во времена] Хофарнаса — сына Сандарциоса, Бабоса — сына Баиораспеса, Ниблобороса — сына Досимахартоса, Хороатоса — сына Сандарца, архонта танаисцев Хофразмоса — сына Форгабакоса, Басиледеса — сына Теонеикуса, элленарха. Изготовлено за свой счёт консулом, чтобы вновь отремонтировать [площадь] для города и для торговцев, под надзором Зенона — сына Фаннеса, Фарнохартоса — сына Тауреуса, Фальдараноса — сына Аполлониуса, а также архитектора Диофантуса — сына Неополуса и Аурелиуса — сына Антониуса, Науакоса — сына Меуакоса.
Год 517.